# فتحي خويل
فتحي خويل مواليد 2 أوت 1983 بدار الشيوخ ولاية الجلفة، ممثل فكاهي وسياسي جزائري وزير العلاقات مع البرلمان السابق في حكومة بدوي من 31 مارس 2019 إلى 2 يناير 2020.

## التكوين والشهادات
- باكالوريا شعبة علوم الطبيعة والحياة[5]
- ليسانس هندسة مدنية
- ماستر هندسة مدنية
- تقني محاسبة

## الخبرة المهنية
- 2017-2019 نائب بالمجلس الشعبي الوطني، قائمة حرة، ولاية الجلفة،
- 2018 رئيس لجنة النقل والمواصلات السلكية واللاسلكية بالمجلس الشعبي الوطني.
- 2019 وزير العلاقات مع البرلمان[6][4]